# Jean Swiatek
Jean Swiatek (ur. 11 grudnia 1921 w Dusznikach, zm. 17 maja 2017 w Bordeaux) – piłkarz francuski polskiego pochodzenia grający na pozycji obrońcy. Długoletni zawodnik Girondins Bordeaux.
Urodził się w Polsce jako Jan Świątek, jednak dorastał we Francji. W latach 1944–1954 był piłkarzem Bordeaux. W 1950 został mistrzem Francji, w 1952 finalistą krajowego pucharu. W reprezentacji Francji debiutował 24 grudnia 1944 roku w wygranym 3:1 meczu z Belgią. Do 1950 wystąpił w 5 oficjalnych spotkaniach drużyny narodowej.